# (681521) 2005 NV125
(681521) 2005 NV125, também escrito como (681521) 2005 NV125, é um objeto transnetuniano que está localizado no cinturão de Kuiper, uma região do Sistema Solar. Este corpo celeste é classificado como um provável plutino, pois, o mesmo está em uma ressonância orbital de 2:3 com o planeta Netuno. Ele possui uma magnitude absoluta de 7,1 e tem um diâmetro estimado com 255 quilômetros.

## Descoberta
(681521) 2005 NV125 foi descoberto no dia 7 de julho de 2005 pelos astrônomos P. A. Wiegert e A. M. Gilbert.

## Órbita
A órbita de (681521) 2005 NV125 tem uma excentricidade de 0,103 e possui um semieixo maior de 39,435 UA. O seu periélio leva o mesmo a uma distância de 35,377 UA em relação ao Sol e seu afélio a 43,493 UA.